# Frat Pack
"Frat Pack" é o grupo formado por comediantes americanos que frequentemente contracenam juntos em vários filmes desde a década de 90. O grupo é constituído pelos atores Ben Stiller, Jack Black, Will Ferrell, Vince Vaughn, Owen Wilson, Luke Wilson e Steve Carell.

## História
O termo foi usado pela primeira vez em Junho de 2004 pelo USA Today, e após isso, virou moda. Antes de USA Today sair com o nome "Frat Pack", o Entertainment Weekly veio com o nome "Slacker Pack", tendo depois usado "Frat Pack" para Leonardo DiCaprio, Matt Damon, Ben Affleck, Edward Norton e Ryan Phillippe. Em 2005, Entertainment Weekly, deixou o nome "Slacker Pack", e nomeou de vez o grupo dos comediantes como "Frat Pack".
O nome é uma alusão ao Rat Pack, assim como ao Brat Pack, e o termo "Frat" se refere ao nome "fraternidade". Pela fraternidade que é bem visível entre esses sete atores e também pelo mesmo tipo de comédia que todos eles implantam em seus filmes. Porém, Ben Stiller, que é considerado o líder do grupo, acabou rejeitando ao termo declarando a uma entrevista a rádio UK’s Heart FM, que isso é "esquisito e desnecessário" e que acha um absurdo as pessoas virem com algo que "nem existe". Finalizando, ele constatou que mesmo tendo até sentido o nome "Frat Pack", toda essa história do grupo "é totalmente inventada por terceiros".

## Membros
Inicialmente, o grupo era composto por Ben Stiller, Jack Black, Will Ferrell, Vince Vaughn e os irmãos Luke Wilson e Owen Wilson. O último a ser incluído no grupo foi Steve Carrel, em decorrência às suas participações nos filmes The 40 Year-Old Virgin, Melinda and Melinda, Bewitched e Anchorman: The Legend of Ron Burgundy. Um pouco antes de Carrel ser considerado do grupo, USA Today citou além dele, os atores Paul Rudd, David Koechner e Leslie Mann como os "Frat Pack Junior". Mesmo sendo considerado um "Frat Pack", Carrel é o único até hoje que não chegou a contracenar com todos os membros do grupo, e sim somente com  Will Ferrell e Vince Vaughn.
Em 2005, a revista Details Magazine citou Judd Apatow, Adam McKay e Todd Phillips como os "Frat Packagers", enquanto Paul Rudd foi considerado como membro do Frat Pack no New York Post. Em uma entrevista para o The Advocate, quando questionado se o filme Knocked Up iria fazer com que finalmente ele fosse incluído ao Frat Pack, Paul Rudd declarou que seria uma honra ser incluído ao grupo. Em uma entrevista ao Moviefone, Jack Black constatou que Robert Downey, Jr. (membro do Brat Pack), poderia ser incluído ao grupo, por ter feito o filme Tropic Thunder junto com ele e Ben Stiller mas, isso nunca foi discutido novamente depois.
Os membros do Frat Pack também chegam a trabalhar frequentemente com certos diretores. O diretor Wes Anderson é um amigo de escola dos irmãos Wilson e os dirigiram nos filmes Bottle Rocket e The Royal Tenenbaums (filme que Stiller também participou), enquanto Todd Philips dirigiu Old School e Starsky & Hutch. Adam McKay dirigiu os filmes Anchorman: The Legend of Ron Burgundy, Talladega Nights: The Ballad of Ricky Bobby, e Step Brothers, que incluiu o ator John C. Reilly como protagonista. Judd Apatow escreveu e produziu vários filmes dos Frat Pack, incluindo Anchorman: The Legend of Ron Bungurdy. Ele estreou como diretor no filme The 40-Year-Old Virgin, estrelado por Steve Carell, e depois Knocked Up, estrelado por Paul Rudd e Seth Rogen, com a participação especial de Carell. Apatow também foi o co-criador de The Ben Stiller Show. O diretor de Wedding Crashers, David Dobkin, trabalhou novamente com Vince Vaughn na comédia natalina Fred Claus de 2007. Subsequentemente, o ator John C. Reilly que fez junto com Will Ferrell e o diretor Adam McKay os filmes Talladega Nights: The Ballad of Ricky Bobby e Stepbrothers, também trabalhou várias vezes com Jack Black nas séries de sua banda Tenacious D. Reilly também participou de um número musical com Black e Ferrell nos Academy Awards em 2007. Mesmo não sendo do grupo, Danny R. McBride, também trabalhou com Ben Stiller e Will Ferrell em inúmeras ocasiões.
Inicialmente, Vince Vaughn e Owen Wilson eram considerados os líderes do grupo, mas quem que realmente acabou assumindo esse posto mais tarde foi Ben Stiller, devido às suas aparições e contribuições em quase todos os filmes do Frat Pack. Ao todo, Stiller está relacionado a 19 filmes do grupo, sendo que Vaughn está relacionado a apenas 7 e Wilson, 12. Stiller também é o membro que mais dirige, escreve ou produz os filmes do Frat Pack.

## Filmografia
Mesmo todos os membros do Frat Pack não terem aparecido juntos em um filme, quase todos eles apareceram, a maioria fazendo participações especiais, em Anchorman: The Legend of Ron Burgundy, com exceção de Owen Wilson. Will Ferrell e Ben Stiller já fizeram parte do elenco fixo de Saturday Night Live, e com exceção de Owen Wilson, todos eles já apresentaram o programa. Além disso, todos eles já participaram dos Academy Awards.
| Filme                                                         | Ben Stiller                                 | Jack Black                              | Luke Wilson                       | Owen Wilson                                               | Vince Vaughn          | Will Ferrell                                 | Steve Carell | Contribuidores                                                                                                |
| ------------------------------------------------------------- | ------------------------------------------- | --------------------------------------- | --------------------------------- | --------------------------------------------------------- | --------------------- | -------------------------------------------- | ------------ | --- |
| Bottle Rocket (1996)                                          |                                             |                                         | Protagonista                      | Protagonista, roteirista                                  |                       |                                              |              | Wes Anderson (diretor)                                                                                        |
| The Cable Guy (1996)                                          | Diretor, participação especial              | Coadjuvante                             |                                   | Participação especial                                     |                       |                                              |              | Andy Dick, Judd Apatow (roteirista, produtor), Leslie Mann, Kyle Gass                                         |
| Bongwater (1997)                                              |                                             | Coadjuvante                             | Protagonista                      |                                                           |                       |                                              |              | Andy Dick, Kyle Gass                                                                                          |
| Permanent Midnight (1998)                                     | Protagonista                                |                                         |                                   | Coadjuvante                                               |                       |                                              |              | Andy Dick |
| Heat Vision and Jack (episódio piloto não-transmitido) (1999) | Diretor, participação especial              | Protagonista                            |                                   | Protagonista, voz                                         |                       |                                              |              | Christine Taylor                                                                                              |
| The Suburbans (1999)                                          | Coadjuvante                                 |                                         |                                   |                                                           |                       | Protagonista                                 |              | |
| Meet the Parents (2000)                                       | Protagonista                                |                                         |                                   | Coadjuvante                                               |                       |                                              |              | |
| The Royal Tenenbaums (2001)                                   | Protagonista                                |                                         | Protagonista                      | Protagonista, roteirista                                  |                       |                                              |              | Wes Anderson (diretor)                                                                                        |
| Zoolander (2001)                                              | Protagonista, diretor, roteirista, produtor |                                         |                                   | Protagonista                                              | Participação especial | Protagonista                                 |              | Christine Taylor, Andy Dick                                                                                   |
| Orange County (2002)                                          | Participação especial                       | Protagonista                            |                                   |                                                           |                       |                                              |              | Leslie Mann                                                                                                   |
| Old School (2003)                                             |                                             |                                         | Protagonista                      |                                                           | Protagonista          | Protagonista                                 |              | Todd Phillips (diretor), Andy Dick, Matt Walsh                                                                |
| Starsky & Hutch (2004)                                        | Protagonista                                |                                         |                                   | Protagonista                                              | Protagonista          | Coadjuvante                                  |              | Todd Phillips (diretor), Jason Bateman, Matt Walsh                                                            |
| Envy (2004)                                                   | Protagonista                                | Protagonista                            |                                   |                                                           |                       |                                              |              | Amy Poehler                                                                                                   |
| Dodgeball: A True Underdog Story (2004)                       | Protagonista, produtor                      |                                         |                                   |                                                           | Protagonista          |                                              |              | Justin Long, Christine Taylor, Jason Bateman                                                                  |
| Anchorman: The Legend of Ron Burgundy (2004)                  | Participação especial                       | Participação especial                   | Participação especial             |                                                           | Coadjuvante           | Protagonista, roteirista, produtor executivo | Protagonista | Paul Rudd, Ian Roberts, David Koechner, Seth Rogen, Judd Apatow (produtor), Kathryn Hahn                      |
| Wake Up, Ron Burgundy: The Lost Movie (2004)                  |                                             |                                         | Participação especial             |                                                           | Coadjuvante           | Protagonista, roteirista, produtor executivo | Protagonista | Paul Rudd, Amy Poehler, Justin Long, David Koechner, Seth Rogen, Judd Apatow (produtor)                       |
| Meet the Fockers (2004)                                       | Protagonista                                |                                         |                                   | Participação especial                                     |                       |                                              |              | |
| Melinda and Melinda (2004)                                    |                                             |                                         |                                   |                                                           |                       | Protagonista                                 | Coadjuvante  | |
| Bewitched (2005)                                              |                                             |                                         |                                   |                                                           |                       | Protagonista                                 | Coadjuvante  | |
| Wedding Crashers (2005)                                       |                                             |                                         |                                   | Protagonista                                              | Protagonista          | Participação especial                        |              | |
| The Wendell Baker Story (2005)                                |                                             |                                         | Protagonista, diretor, roteirista | Protagonista                                              |                       | Participação especial                        |              | |
| Tenacious D in The Pick of Destiny (2006)                     | Participação especial, produtor             | Protagonista, roteirista, trilha sonora |                                   |                                                           |                       |                                              |              | Kyle Gass, David Koechner (cenas excluídas/DVD), John C. Reilly (não-creditado), Amy Poehler                  |
| Night at the Museum (2006)                                    | Protagonista                                |                                         |                                   | Coadjuvante                                               |                       |                                              |              | Paul Rudd |
| Blades of Glory (2007)                                        | Produtor                                    |                                         | Participação especial             |                                                           |                       | Protagonista                                 |              | Jon Heder, Amy Poehler, Will Arnett, Craig T. Nelson                                                          |
| Tropic Thunder (2008)                                         | Protagonista, produtor, diretor             | Protagonista                            |                                   | Participação cancelada (originalmente, seria coadjuvante) |                       |                                              |              | Jason Bateman, Christine Taylor                                                                               |
| Night at the Museum: Battle of the Smithsonian (2009)         | Protagonista                                |                                         |                                   | Coadjuvante                                               |                       |                                              |              | Ed Helms, Craig Robinson                                                                                      |
| MegaMind (2010)                                               | Participação especial, produtor             |                                         |                                   |                                                           |                       | Protagonista                                 |              | Jonah Hill, Bill Hader, Rob Cordry, Amy Poehler, Justin Long, Tina Fey                                        |
| Little Fockers (2010)                                         | Protagonista                                |                                         |                                   | Protagonista                                              |                       |                                              |              | |
| The Big Year (2011)                                           | Produtor                                    | Protagonista                            |                                   | Protagonista                                              |                       |                                              |              | Steve Martin, Rashida Jones.                                                                                  |
| Fight For Your Right Revisited (2011)                         |                                             | Protagonista                            |                                   |                                                           |                       | Protagonista                                 |              | Adam Scott, Amy Poehler, Rashida Jones, Seth Rogen, Danny McBride, John C. Reilly, Elijah Wood, Maya Rudolph. |
| The Muppets (2011)                                            | Participação especial                       | Participação especial                   |                                   |                                                           |                       |                                              |              | Rashida Jones, Ed Helms, Ricky Gervais, Jason Segel, Amy Adams.                                               |
| Neighborhood Watch (2012)                                     | Protagonista                                |                                         |                                   |                                                           | Protagonista          |                                              |              | Jonah Hill |
| Frank or Francis (2012)                                       |                                             | Protagonista                            |                                   |                                                           |                       |                                              | Protagonista | |
| Filme                                                         | Ben Stiller                                 | Jack Black                              | Luke Wilson                       | Owen Wilson                                               | Vince Vaughn          | Will Ferrell                                 | Steve Carell | Contribuidores                                                                                                |

## Outros filmes
| - A Night at the Roxbury (1998) - There's Something About Mary (1998) - Mystery Men (1999) - High Fidelity (2000) - Charlie's Angels (2000) - Legally Blonde (2001) - Bruce Almighty (2003) - Elf (2003) - The Complete Master Works (2003) - Legally Blonde 2: Red, White & Blonde (2003) - School of Rock (2003) - Charlie's Angels: Full Throttle (2003) - The Life Aquatic with Steve Zissou (2004) - Along Came Polly (2004) - Kicking & Screaming (2005) - The 40-Year-Old Virgin (2005) - The Break-Up (2006) - Curious George (2006) - Talladega Nights: The Ballad of Ricky Bobby (2006) - You, Me and Dupree (2006) - School for Scoundrels (2006) - Idiocracy (2006) - Nacho Libre (2006) - Walk Hard: The Dewey Cox Story (2007) - Knocked Up (2007) | - Blonde Ambition (2007) - Evan Almighty (2007) - The Heartbreak Kid (2007) - The Complete Master Works 2 (2008) - Wild West Comedy Show: 30 Days & 30 Nights - Hollywood to the Heartland (2008) - Drillbit Taylor (2008) - Be Kind Rewind (2008) - Semi-Pro (2008) - Kung Fu Panda (2008) - Get Smart (2008) - Step Brothers (2008) - Horton Hears a Who! (2008) - Marley & Me (2008) - Year One (2009) - The Goods: Live Hard, Sell Hard (2009) - Tenure (2009) - Couples Retreat (2009) - Land of the Lost (2009) - Date Night (2010) - Despicable Me (2010) - Dinner for Schmucks (2010) - The Other Guys (2010) - MegaMind (2010) - Kung Fu Panda 2: The Kaboom of Doom (2011) |